# 96 a.C.
Il 96 a.C. (XCVI a.C. in numeri romani) è un anno  del I secolo a.C.

## Eventi
- Seleuco VI, figlio del sovrano seleucide Antioco VIII Gripo, vendica la morte del proprio padre sconfiggendo Antioco IX Ciziceno, fratello di Gripo, e salendo sul trono seleucide.
- La Cirenaica è annessa alla Repubblica romana in seguito alla morte di Tolomeo Apione senza eredi il cui padre aveva separato la provincia dall'Egitto e ceduta al figlio

## Nati
- Gaio Claudio Pulcro, politico romano
- Terenzia, nobildonna romana († 8)

## Morti
- Antioco IX, sovrano (n. 135 a.C.)
- Antioco VIII, sovrano (n. 141 a.C.)
- Orobazo, ambasciatore partico
- Tolomeo Apione, sovrano egizio (n. 154 a.C.)